# Anthony Lobello
Anthony Lobello, né le 15 août 1984 à Tallahassee, est un patineur de vitesse sur piste courte italo-américain et le mari d'Arianna Fontana.

## Biographie
Il participe aux épreuves de patinage de vitesse sur piste courte aux Jeux olympiques de 2006 où il représente les États-Unis et de 2014 où il représente l'Italie.
En 2014, il arrive 4e du relais aux côtés de Yuri Confortola, Tommaso Dotti, Davide Viscardi et Nicola Rodigari.
Il est médaillé de bronze aux Championnats du monde de patinage de vitesse sur piste courte 2006 en relais.